# Ievan polkka
"levan polkka" (finlandês para "Ieva's Polka") é uma canção popular finlandesa impressa em 1928 e escrita por Eino Kettunen para uma melodia tradicional de polca finlandesa. A canção é cantada em um dialeto da Savônia Oriental falado na Carélia do Norte. A canção é cantada do ponto de vista de um jovem sobre uma mulher chamada Ieva (dialetal para o nome Eva ou Eeva em finlandês padrão) que foge e dança a polca com ele a noite toda. Muitas vezes, ela é confundida com uma música folclórica tradicional, mas a letra de Eino Kettunen ainda está sob a tutela dos direitos autorais.

## Origem
Na Carélia do Sul, Ievan Polkka também é conhecido como "Savitaipaleen polkka", por ser semelhante a uma música com esse nome. A melodia também é semelhante à da dança folclórica russa Смоленский гусачок (The Smolyanin Gosling).
A melodia faz alusão ao século XVIII e à província de Viipuri, quando a fronteira com o Reino da Suécia ficava a oeste da província. O número de soldados russos que ficaram na área de fronteira atravessou os locais por muitas décadas. No início do século XIX, colecionadores de danças e canções folclóricas finlandesas perceberam que todas as danças na área de Luumäki-Savitaipale eram russas e, assim sendo, eles não as registravam. No entanto, o gênero polca é de tempos depois. A polca chegou ao norte da Europa no final do século XIX, o que significa que a melodia atual, como é conhecida hoje, tem sua origem nessa época.

## Popularidade
Por ser muito divulgada na cultura popular, Ievan Polkka tornou-se uma das canções finlandesas mais famosas do mundo.
Muito popular após a Segunda Guerra Mundial, a música foi quase esquecida no final dos anos 1970 e 1980. A música ressurgiu após o quarteto finlandês Loituma cantá-la a cappella, e depois lançada pela primeira vez em seu álbum de estreia, Loituma, em 1995. As letras e arranjos de Loituma estão protegidos por direitos autorais e publicados pela Warner Chappell Music fora dos países nórdicos. O álbum foi lançado nos Estados Unidos como Things of Beauty em 1998.
A versão Loituma da música se tornou popular mundialmente como um fenômeno da Internet na primavera de 2006, quando o Loituma Girl (também conhecido como Leekspin), uma animação em Flash da personagem de anime Orihime Inoue, da série Bleach, girando um alho-poró, criado para ser uma seção de canto scat, foi postado no russo LiveJournal. Na animação, são utilizadas apenas a segunda metade da quinta estrofe (quatro linhas) e a sexta estrofe completa (oito linhas). Em pouco tempo, se tornou um sucesso global e a música ficou popular como toque de celular.  Desde então, a música ganhou várias variações de seu nome original, incluindo "Ievas Polkka", "Levan Polkka" (devido à semelhança entre o sans-serif minúsculo L (l) e o maiúsculo i (I)) e "Leekspin Song". Depois que a animação foi postada, a música se tornou uma das pesquisadas do Google.
Os fãs do software Vocaloid fizeram bancos de voz Vocaloid, como Megurine Luka, Kagamine Rin e Kagamine Len, cobrirem a música. O cover de Vocaloid mais popular pertencia a Otomania, que fez Hatsune Miku cantá-lo com letras sem sentido. O videoclipe oficial teve mais de 6 milhões de visualizações até março de 2022. Devido à sua popularidade, passou a ser usado pela série de jogos de ritmo Vocaloid Hatsune Miku: Project DIVA, principalmente como música tutorial. Também foi usado em um comercial do smartphone LG G5.
Em 2012, a banda de folk metal finlandesa Korpiklaani gravou um cover da música em seu oitavo álbum Manala.
Toques de celular baseados em "Ievan Polkka" se tornaram populares entre os assinantes móveis russos e da Comunidade dos Estados Independentes no final de 2006. A música também é o tema da sitcom da Internet Break a Leg; foi remixada pelo músico Basshunter, da Suécia, DJ Sharpnel, do Japão, e Beatnick, da Polônia; ainda teve uma versão da música interpretada por Anne Kulonen, que fez parte de um anúncio de televisão do Ready Brek, exibido no Reino Unido.
Em 2016, Erika Ikuta, integrante do girl group japonês Nogizaka46, cantou "Ievan Polkka" no programa de TV da web Nogizaka46 Hours TV. Essa música então se tornou bem conhecida entre os fãs de Nogizaka46. Mais tarde, ela cantou em várias ocasiões, como o programa de rádio "JUNK Bananaman no Bananamoon GOLD", "Nogizaka Under Construction", na TV Aichi, e em "Banana Zero Music", na NHK.
Em dezembro de 2018, um vídeo do músico de rua deficiente visual turco Bilal Göregen tocando Ievan Polkka em um darbuka foi postado no YouTube. O vídeo alcançou mais de 1,9 milhão de visualizações em um ano. Uma versão deste vídeo, que foi postada no Twitter em outubro de 2020, com "CatJAM" / "Vibing Cat" (um gato branco balançando a cabeça ritmicamente) editado, viralizou como meme no Instagram e no Reddit. Em 1º de novembro de 2020, Göregen postou uma versão deste vídeo em seu próprio canal no YouTube. Em março de 2022, o vídeo chegou a mais de 82 milhões de visualizações.

## Versão Loituma

### Paradas
| Parada (2007)                     | Posições de pico |
| --------------------------------- | ---------------- |
| Alemanha (Official German Charts) | 48               |

## Outras versões
- Matti Jurva (1937)
- Onni Laihanen (1947)
- Jorma Ikavalko (1950)
- Lumberjack Band (1952)
- Arttu Suuntala (1966)
- Pauli Räsänen (1972)
- Sukellusvene (como "Savitaipaleen polkka") (1979)
- DJ Sharpnel (como "PRETTY GREEN ONIONS") (2006)
- Holly Dolly (como "Dolly Song [Ieva's Polka]") (2006)
- Hatsune Miku (2007)
- Kagamine Rin/Len (2007)
- Kuunkuiskaajat (2010)
- Korpiklaani (2012)
- Salut Salon (2013)
- Busy Signal (2014)
- Liza, the Fox-Fairy (2015) trilha sonora
- Erika Ikuta (2016)
- Eugene Magalif (como "EVA's POLKA Variations for Flute Orchestra and Blown Bottles" publicado pela FORTON Music (UK)) (2016)
- Marina Devyatova (como "Finnish Polka") (2016)[14]
- Otava Yo (como "Finnish Polka") (2017)
- Tuuletar (2018)[15]
- Shirakami Fubuki (2019)
- Bilal Göregen (2019)
- Akai Haato (2020)
- The Kiffness (2020)
- Sea Shanty (cover "Girl With The Leek" publicado pela Spinnin' Records) (2021)